# The Swan
The Swan är en ort i republiken Irland. Den ligger i den centrala delen av landet, 80 km sydväst om huvudstaden Dublin. The Swan ligger 174 meter över havet och antalet invånare är 213.
Terrängen runt The Swan är platt åt sydväst, men åt nordost är den kuperad. Runt The Swan är det ganska glesbefolkat, med 36 invånare per kvadratkilometer. Närmaste större samhälle är Carlow, 16,6 km öster om The Swan. Trakten runt The Swan består i huvudsak av gräsmarker.